# اسرائیل ایران را دوست دارد
اسرائیل ایران را دوست دارد (به انگلیسی: Israel Loves Iran) کمپینی عمومی و یک جنبش رسانه‌ای اجتماعی است که به دنبال گردهم‌آوردن ایرانی‌ها و اسرائیلی‌ها و ترویج صلح بین این دو کشور است. این جنبش توسط رونی ادری (به انگلیسی: Ronny Edry) طراح گرافیک اسرائیلی و مالکِ Pushpin Mehina بنیان نهاده شده است. ادری اولین بار تصویری از خود و دخترش را در فیس‌بوک منتشر کرد که در آن تصویری در دست داشتند که روی آن نوشته بود «ایرانی‌ها، ما شما را دوست داریم، ما هرگز کشور شما را بمباران نخواهیم کرد». این تصویر، تبدیل به یک پدیده ویروسی شد و کمپینی را برانگیخت که صدها هزار نفر در بسیاری از کشورهای دنیا در آن شرکت کردند. این جنبش الهام‌بخش جنبش‌های مشابهی از جمله «ایران اسرائیل را دوست دارد» بوده است.
این جنبش باعث شده تا بسیاری از شهروندان ایرانی و اسرائیلی یکدیگر را در کشورهای ثالث دیدار کنند که در اغلب این دیدارها، دیدارکنندگان به صورت ساده با هم قهوه می‌نوشند و عکس می‌گیرند و به این وسیله سعی در ترویج صلح دارند. این کمپین دربرگیرندهٔ کمپین‌های تبلیغاتی بسیاری بوده است، از جمله کمپینی که تصویری از ایرانی‌ها و اسرائیلی‌ها را بر پهلوی اتوبوس‌ها در تل آویو به تصویر می‌کشید.
در سال ۲۰۱۲، رونی ادری TEDxJaffa دربارهٔ کمپین به صحبت پرداخت، که ویدئوی صحبت او بیش از ۱٫۲ میلیون بار در سایت TED.com مورد نمایش قرار گرفته است. در سال ۲۰۱۳، رونی ادری و مجید نوروزی، بنیان‌گذار کمپین «ایران اسرائیل را دوست دارد»، هر دو به همراه خانواده‌هایشان به سنت لوئیس ایالات متحده مهاجرت کردند تا یکدیگر را ملاقات کنند، در دانشگاه به صحبت بپردارند و با رادیوی عمومی مصاحبه کنند. یک پتیشن آنلاین توسط رؤیا مباشری، خواهان اهدای جایزه صحب نوبل به کمپین «اسرائیل ایران را دوست دارد» شده است.